# Апарисио, Рафаэла
Рафаэла Апарисио (исп. Rafaela Aparicio, наст. имя Рафаэла Диас Вальенте исп. Rafaela Díaz Valiente; род. 9 апреля 1906, Марбелья, Испания — 9 июня 1996) — испанская актриса.

## Биография
Рафаэла Апарисио родилась 9 апреля 1906 года в городе Марбелья. Проработала учительницей два года. В возрасте 23 года дебютировала в театре в Кордове в постановке братьев Альварес Кинтеро «El conflicto de Mercedes». После этого переехала в Мадрид, чтобы начать театральную карьеру. В 1933 году познакомилась с актёром Эрасмо Паскуаль, и в 1936 году вступила в брак, в котором у них родился сын.
Фильмография Рафаэлы Апарисио включает в себя более ста фильмов, в основном комедии. Самые известные: «Последний куплет» от Хуана де Ордуньи; ряд фильмов от Фернандо Фернана Гомеса; «Ана и волки» и «Маме исполняется сто лет» от Карлоса Сауры; «Юг» от Виктора Эрисе; «Год пробуждения» от Фернандо Труэбы и «Ох, Боже мой» от Рикардо Франко.
Умерла в 1996 году в доме для престарелых от инсульта в возрасте 90 лет. Похоронена на Кладбище Сан-Хусто Мадрида.

## Награды
1986 — Лауреат испанской кинематографической премии Fotogramas de Plata за творческие достижения.
1987 — Лауреат премии «Гойя» Испанской академии кинематографических искусств и наук в номинации «За заслуги».
1989 — Лауреат премии «Гойя» в номинации «За лучшую женскую роль» в фильме El mar y el tiempo.
1991 — Лауреат Национальной кинематографической премии Испании.